# Johann Heinrich Dambeck
Johann Heinrich Mathias Dambeck (Brünn, 5 février 1774 – Prague, 10 août 1820) est un écrivain autrichien et professeur d'esthétique.

## Biographie
Le père de Johann Heinrich Dambeck était chanteur, violoniste et ami d'Albrecht von Haller et de Klopstock. Johann Heinrich étudie à l'Université de Prague, la philologie et les langues modernes (italien et anglais plus particulièrement) avec notamment Karl Heinrich Seibt, August Gottlieb Meissner et Ignaz Cornova qui deviennent ses amis. À partir de 1812, il est professeur, enseignant l'esthétique, l'histoire des arts et des sciences et l'histoire de la philosophie, à l'Université de Prague. Il succombe à une maladie de poitrine.